# ОШ „Бранко Радичевић” Нови Београд
Основна школа „Бранко Радичевић“ једна је од школа на Новом Београду. Налази се у новобеоградском Блоку 45 на адреси у улици Јурија Гагарина 195.

## Опште информације
Школа се налази у мирном делу насеља у непосредној близини реке Саве. Основана је 1885. године, а на данашњој адреси налази се од 1975. године.
Школа поседује стоматолошку амбуланту која је саставни део зубног одељења Дома здравља „Блок 44“, два велика дворишта, за млађе и старије ђаке. У великом дворишту налази се фудбалски и кошаркашки терен, као и терени за остале спортове.
У поседу школе се налази и велики број добро опремљених сала за физичке активности, спортске сале, терене и школски базен.
У школи постоји могућност тренирања борилачких вештина, кошарке, фудбала, рукомета и фолклора. Модерно опремљена библиотека, читаоница са 138. места и трпезарија са 140 места за ручавање отворени су ђацима током школске наставе. Површина школског поседа је 69002 метра.
У оквиру школе постоје планинарска, саобраћајна, ликовна, радио, новинарска, рецитаторска, драмска, литерарна и библиотечка секција. Секције укључују атлетику, кошарку, одбојку, фудбал, месец страних језика, клуб страних језика и секцију вокалних солиста.
Као дан школе обележава се 28. март, дан рођења Бранка Радичевића, по којем школа носи име. Школа већ неколико деценија издаје часопис „Школске новости”, који је од свог оснивања освојио више награда, укључујући Награду Друштва за српски језик и књижевност, 2015. године.

## Историјат школе
Школа је основана давне 1885. године на Топчидеру. Њене тадашње просторије биле су у баракама, међу воћњацима и виноградима, а звала се Топчидерска школа. Недуго затим 1891. године упорношћу учитеља, школа добија нове и боље просторије и сели се у Топчидерску улицу 2.
Школа је убрзо променила још једну локацију и то у привремене просторије школе на Бежанији, где су ученици похађали наставу школске 1972/1973. године. Исте године постављен је и камен темељац нове школске зграде у Блоку 45. Дана 7. априла 1975. године званично је отворена школска зграда у Блоку 45. Исте године школа је примила ђаке и од тада се налази на истој локацији.
Званично, камен темељац за ОШ „Бранко Радичевић“ постављен је 20. новембра 1972. године. Школа је мењала велики број зграда кроз своју историју, као и само име, међутим 1922. године добија име песника Бранко Радићевића које и данас носи.
Школа је добила своју ђачку чесму 1983. године.
Занимљива је чињеница да је увелико изграђен и усељен Блок 45 и даље чекао на основну школу, па су деца школску наставу похађала у појединим солитерима, у заједничким просторијама.
Прву школску 1971. годину завршило је 338. ђака у 22 солитера.
Настава се на тај начин похађала све до изградње зграде основне школе, 1975. године. Прва је сазидана и највећа школа у овом делу Новог Београда. У време седамдесетих и осамдесетих година 20. века школа је важила за једну од најмодернијих и највећих на Балкану.
У школи се снимао филм Једнаки, делови филма Један на један и ТВ серије Усијане главе и Мама и тата се играју рата.
Школа је обновљена током 2018. године. У њену обнову уложено је 18 милиона динара, урађена је нова фасада, столарија, техника, обновљен базен и многе друге ствари.

## Знаменити ученици

### Ученици
Основну школу „Бранко Радичевић” похађао је велики број ученика који су данас познате личности и уважени грађани: 
- Александар Вучић[7]
- Слободан Јанковић[8]
- Милош Петричић[9]
- Балша Ђого[10]
- Душан Којић[11]
- Дејан Кнежевић Цига
- Милан Ђорђевић Муџа
- Раша Андрић
- Дејан Пантелић[12]
- Никола Роквић[13]
- Мари Мари[14]
- Владимир Ковачевић
- Ненад Гладић
- Мина Лазаревић[15]
- Денис Шефик[16]
- Филип Филиповић
- Вук Милутиновић
- Васил Хаџиманов
- Радивоје Андрић[17]
- Зоран Ћирјаковић

## Бранко Радичевић
Бранко Радичевић (Славонски Брод, 28. март 1824 — Беч, 1. јул 1853) је био српски романтичарски песник. Радичевић је уз Ђуру Даничића био најоданији следбеник Вукове реформе правописа српског језика и увођења народног језика у књижевност.
Написао је свега педесет четири лирске и седам епских песама, два одломка епских песама, двадесет осам писама и један одговор на критику. Бранко Радичевић је поред Јована Јовановића Змаја и Лазе Костића био најзначајнији песник српског романтизма. Радичевић је рођен у Броду на Сави 28. марта 1824. у породици Тодора и Руже Радичевић, кћерке богатог вуковарског трговца Јанка Михајловића.
Најпознатије Радичевићево дело је поема Ђачки растанак, у којој је опевао Фрушку гору, ђачке игре и несташлуке. Елегија „Кад млидијах (размишљах) умрети“, објављена после Радичевићеве смрти, је једна од најлепших елегија у српској књижевности, у којој је песник предосетио блиску смрт.

## Галерија
- Школска чесма направљена 1983. године
- Поглед на основну школу
- Терени основне школе Бранко Радичевић
- Изградња школе у Блоку 45
- Главни улаз у школу